# 元朗官立小學

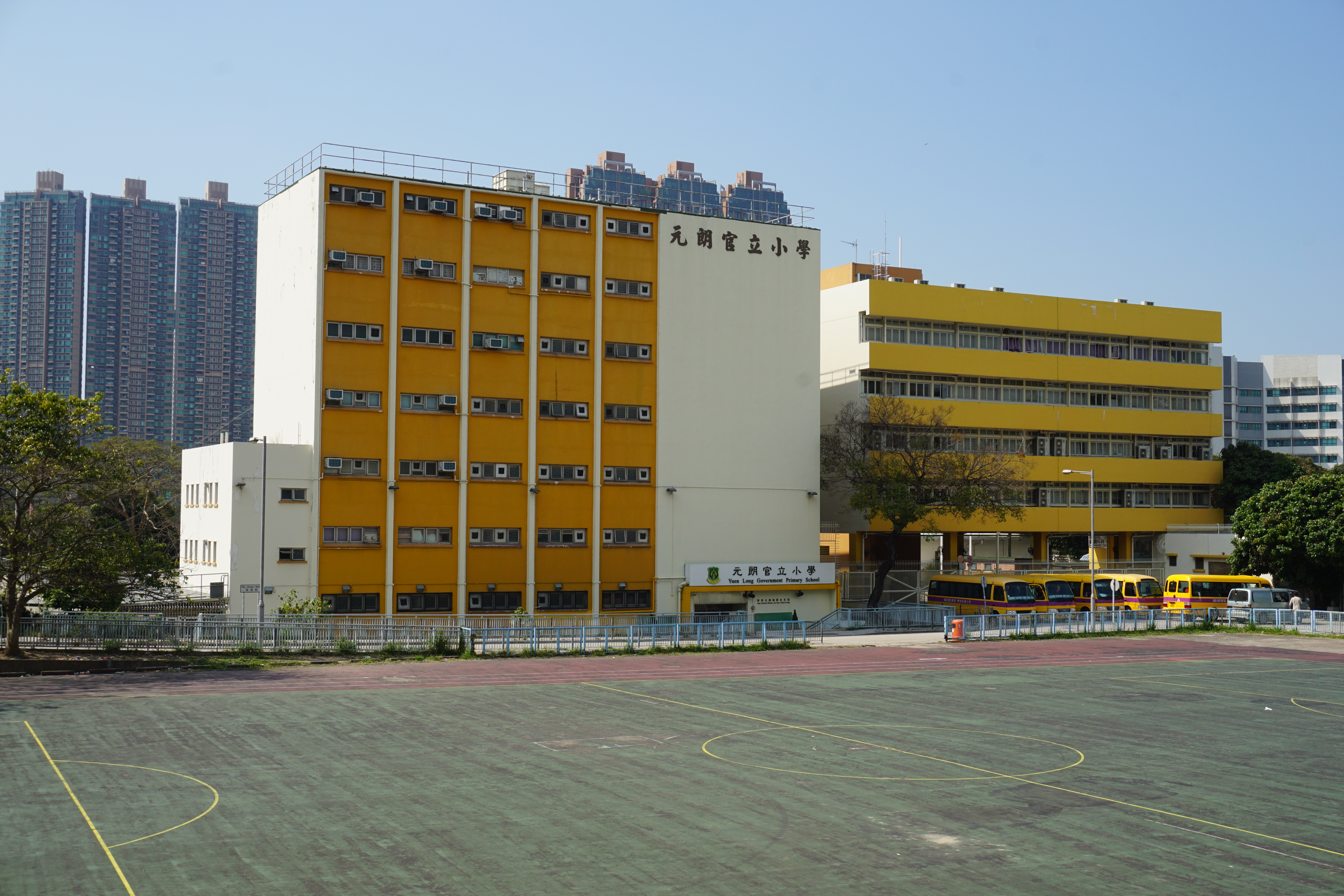
元朗官立小學東面

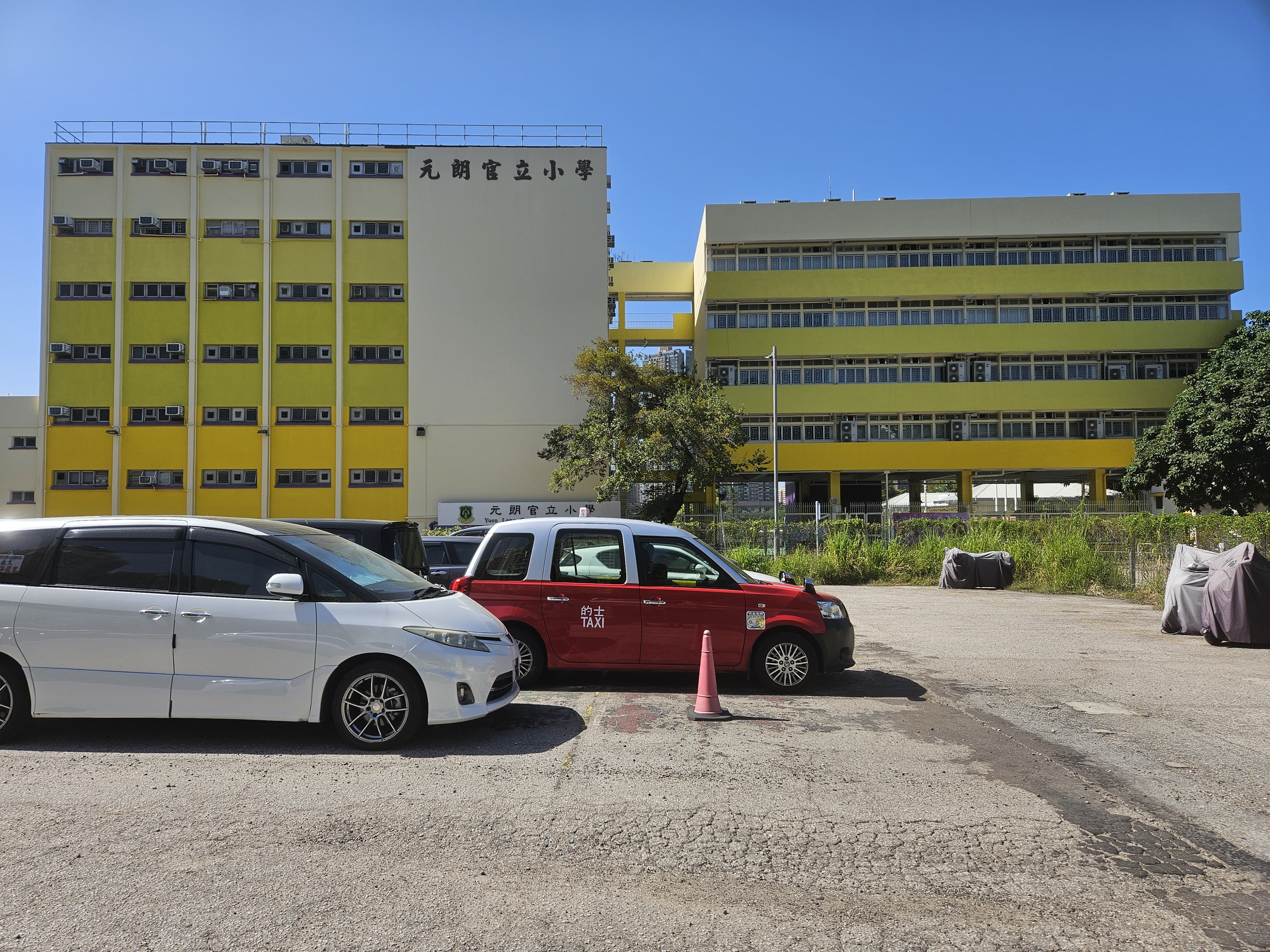
元朗官立小學（2023年）

元朗官立小學（英語：Yuen Long Government Primary School），位於香港元朗凹頭。此校始創於1904年，至今已有121年歷史，學校於1966年分拆為上午校及下午校。2008年，學校轉為全日制，經抽籤後，上午校遷到欖口村路新千禧校舍，更名為南元朗官立小學，下午校將維持於原址辦學。元朗官立小學現時是一所全日制的小學，校訓為「樂善勇敢，服務社群」，帶領學生走一條正確的路，建立正確的價值觀，邁向積極人生。附近為東華三院馬振玉紀念中學。該校有三間同區聯繫中學，包括：新界鄉議局元朗區中學、趙聿修紀念中學和天水圍官立中學。

## 校政管理
歷任校監
- 劉穎賢 女士

歷任校長
- 唐俊聰 先生[2]
- 謝安 先生[2]
- 邱達禧 先生（1961年-1966年，原為馬會騎師；後平調至東院道官立小學、馬頭涌官立小學，再轉職至香港八和會館小學）
- 雷達貫 先生（上午校）[3]
- 謝盧柳嬋 女士（下午校）[3]
- 馮燕儀 女士
- 余慶賢 女士

歷任副校長
- 周子然女士

## 學校設施
學校的6層主校舍於1966年落成，位於原單層校舍的南面。而位於兩者間之新翼校舍於2000年代初落成。學校的新舊校舍共有標準課室30多個、禮堂1個和操場2個。另外，電腦室、學生輔導室、圖書館、語言學習室、學生活動室、美勞室、音樂室等亦一應俱全。

## 著名/傑出校友
- 陳錦鴻：香港男演員（1980年小六）[4]
- 鄭迪思：南元朗官立小學校長
- 文富穩：前新田鄉鄉事委員會主席、前元朗區當然區議員、元朗區議員（新田）
- 文祿星：新田鄉鄉事委員會主席、惇裕學校校監、元朗區當然區議員、前元朗區議員（新田）
- 鄧鎔耀：元朗區議員（八鄉北）
- 戴權：前均來集團主席、前元朗區議會主席、前十八鄉鄉事委員會主席、前元朗區當然區議員
- 香灼瑚：國民黨名將香翰屏之子、前美國聯邦法院律師事務所執行律师（1963年小六）[5]
- 簡松年：簡松年律師行創辦人、全國政協委員、前沙田區區議員及區域市政局議員（1963年小六）[5]
- 關懷遠：香港詩人（筆名「淮遠」）
- 甄澤權：香港世界著名魔術師（1994年小六上午校）[6]
- 陳銘泰：香港男子田徑運動員[7]
- 林家禮：香港數碼港董事局主席
- 廖婉棋：香港女子跳水運動員（2004年小六）

## 外部連結
- 元朗官立小學